# Efavirenz
Efavirenz (EFV, Handelsnamen Sustiva, Stocrin; Hersteller: Bristol-Myers Squibb) ist ein Arzneistoff zur Behandlung von HIV-1-infizierten Patienten im Rahmen einer antiretroviralen Kombinationstherapie.
Efavirenz gehört zur Gruppe der nichtnukleosidischen Reverse-Transkriptase-Inhibitoren (NNRTI).

## Entwicklung und Vermarktung
Efavirenz wurde für die USA von der amerikanischen Food and Drug Administration im September 1998 als Sustiva, in der EU im Mai 1999 (Sustiva, Stocrin) zugelassen. In Deutschland wird das Präparat von Bristol-Myers Squibb seit 1999 vermarktet. Efavirenz ist der zweite Vertreter aus der Gruppe NNRTI und muss nur einmal täglich eingenommen werden. Verfügbar ist es als Filmtablette oder Kapsel, die Lösung zum Einnehmen wurde Ende Oktober 2015 eingestellt.
Im Jahr 2007 wurde in der EU die fixe Kombination mit Emtricitabin und Tenofovir (Atripla, gemeinsame Entwicklung von Bristol-Myers Squibb und Gilead Sciences) zugelassen für die antiretrovirale Kombinationstherapie (cART) mit einer einzigen Tablette pro Tag.

## Chemie
Efavirenz ist chiral, das Enantiomer (4R)-6-Chlor-4-cyclopropylethinyl-4-trifluormethyl-1,4-dihydro-2H-3,1-benzoxazin-2-on wird pharmazeutisch nicht verwendet.
Die vielstufige Synthese von Efavirenz, inklusive der Racematspaltung einer Zwischenstufe, ist in der Literatur beschrieben. Die enantioselektive Synthese ermöglicht ein von Jiang et al. beschriebenes Verfahren.

## Wirkungsweise
Efavirenz gehört zur Substanzklasse der nichtnukleosidische Reverse-Transkriptase-Inhibitoren. Der Wirkstoff bindet nicht-kompetitiv an die Reverse Transkriptase von HIV-I, nahe der Substratbindungsstelle für Nukleoside. Dadurch wird die katalytisch aktive Bindungsstelle blockiert. Es können nur wenige Nukleoside binden und die Polymerisation wird deutlich verlangsamt.

## Klinische Angaben

### Pharmakokinetik
Die maximale Plasmakonzentration ist nach etwa 5 Stunden erreicht. Die Nahrungsaufnahme hat in der Regel keine Auswirkung auf die Resorption. Die Ausnahme sind sehr fettreiche Mahlzeiten, die die Resorption um durchschnittlich 50 % erhöhen. Die Bindung an Plasmaeiweiß beträgt > 99 %. Die Liquor-Konzentration ist etwa dreimal so hoch wie die freie Efavirenz-Konzentration im Plasma. Die Halbwertzeit liegt zwischen 40 und 55 Stunden. Die Ausscheidung erfolgt zu 14–34 % im Urin in Form von Metaboliten und zu 16–61 % im Stuhl als unveränderte Substanz.

### Gegenanzeigen
In der Schwangerschaft oder bei Kinderwunsch der Patientinnen darf Efavirenz nicht zur Therapie eingesetzt werden, da es fruchtschädigend ist.
Patienten mit schwerer Leberschädigung (Child-Pugh-Score „C“) dürfen ebenfalls nicht mit Efavirenz behandelt werden. Auch die gleichzeitige Anwendung mit einer Reihe von Arzneistoffen, die durch Konkurrenz bei der Verstoffwechselung durch CYP3A4 schwerwiegende bis lebensbedrohliche Nebenwirkungen zur Folge haben kann, ist kontraindiziert.

### Nebenwirkungen
Efavirenz kann vor allem in den ersten Behandlungstagen ZNS-Symptome wie Benommenheit, Kopfschmerzen, Konzentrationsschwäche, Schlafstörungen oder ungewöhnliche Träume verursachen. In den meisten Fällen sind die ZNS-Symptome nur leicht oder mittelschwer und gehen ohne Therapieunterbrechung oder Dosisreduktion nach zwei bis vier Wochen zurück. Eine Therapie mit Efavirenz kann das Risiko für einen Suizid des Patienten erhöhen.
Efavirenz kann bei immunochemischen Urintests zum Screening auf Cannabinoide zu falsch-positiven Testergebnissen führen.

## Handelsnamen
Monopräparate
Stocrin (A, CH), Sustiva (D, A), diverse Generika
Kombinationspräparate
- mit Emtricitabin und Tenofovirdisoproxil: Atripla (D, A), diverse Generika